# John Connaughton
John Connaughton (Wigan, Inglaterra; 23 de septiembre de 1949 - 12 de noviembre de 2022) fue un futbolista inglés que jugaba en la posición de guardameta.

## Carrera

### Club
| Periodo   | Club                         |
| --------- | ---------------------------- |
| 1966–1972 | Manchester United            |
| 1969      | → Halifax Town AFC (cedido)  |
| 1971–1972 | → Torquay United FC (cedido) |
| 1972–1974 | Sheffield United FC          |
| 1974–1980 | Port Vale FC                 |
| 1980–1982 | Altrincham FC                |

### Selección nacional
Jugó en tres ocasiones para la selección nacional juvenil.

## Estadísticas
| Club                    | Temporada         | Division                | Liga | Liga | FA Cup | FA Cup | League Cup | League Cup | Otros Incluye | Otros Incluye | Total | Total |
| Club                    | Temporada         | Division                | P    | G    | P      | G      | P          | G          | P             | G             | P     | G     |
| ----------------------- | ----------------- | ----------------------- | ---- | ---- | ------ | ------ | ---------- | ---------- | ------------- | ------------- | ----- | ----- |
| Manchester United       | 1966–67           | First Division          | 0    | 0    | 0      | 0      | 0          | 0          | 0             | 0             | 0     | 0     |
| Manchester United       | 1967–68           | First Division          | 0    | 0    | 0      | 0      | 0          | 0          | 0             | 0             | 0     | 0     |
| Manchester United       | 1968–69           | First Division          | 0    | 0    | 0      | 0      | 0          | 0          | 0             | 0             | 0     | 0     |
| Manchester United       | 1969–70           | First Division          | 0    | 0    | 0      | 0      | 0          | 0          | 0             | 0             | 0     | 0     |
| Manchester United       | 1970–71           | First Division          | 0    | 0    | 0      | 0      | 0          | 0          | 0             | 0             | 0     | 0     |
| Manchester United       | 1971–72           | First Division          | 3    | 0    | 0      | 0      | 0          | 0          | 0             | 0             | 3     | 0     |
| Manchester United       | 1972–73           | First Division          | 0    | 0    | 0      | 0      | 0          | 0          | 0             | 0             | 0     | 0     |
| Manchester United       | Total             | Total                   | 3    | 0    | 0      | 0      | 0          | 0          | 0             | 0             | 3     | 0     |
| Halifax Town (cedido)   | 1969–70           | Third Division          | 2    | 0    | 0      | 0      | 0          | 0          | 0             | 0             | 2     | 0     |
| Torquay United (cedido) | 1971–72           | Third Division          | 22   | 0    | 3      | 0      | 0          | 0          | 0             | 0             | 25    | 0     |
| Sheffield United        | 1972–73           | First Division          | 0    | 0    | 0      | 0      | 0          | 0          | 0             | 0             | 0     | 0     |
| Sheffield United        | 1973–74           | First Division          | 12   | 0    | 0      | 0      | 0          | 0          | 0             | 0             | 12    | 0     |
| Sheffield United        | Total             | Total                   | 12   | 0    | 0      | 0      | 0          | 0          | 0             | 0             | 12    | 0     |
| Port Vale               | 1974–75           | Third Division          | 44   | 0    | 2      | 0      | 1          | 0          | 0             | 0             | 47    | 0     |
| Port Vale               | 1975–76           | Third Division          | 45   | 0    | 3      | 0      | 3          | 0          | 0             | 0             | 51    | 0     |
| Port Vale               | 1976–77           | Third Division          | 38   | 0    | 4      | 0      | 2          | 0          | 0             | 0             | 44    | 0     |
| Port Vale               | 1977–78           | Third Division          | 38   | 0    | 4      | 0      | 3          | 0          | 0             | 0             | 45    | 0     |
| Port Vale               | 1978–79           | Fourth Division         | 19   | 0    | 1      | 0      | 2          | 0          | 0             | 0             | 22    | 0     |
| Port Vale               | 1979–80           | Fourth Division         | 7    | 0    | 0      | 0      | 2          | 0          | 0             | 0             | 9     | 0     |
| Port Vale               | Total             | Total                   | 191  | 0    | 14     | 0      | 13         | 0          | 0             | 0             | 218   | 0     |
| Altrincham              | 1979–80           | Alliance Premier League | 15   | 0    | 0      | 0      | 2          | 0          | 1             | 0             | 18    | 0     |
| Altrincham              | 1980–81           | Alliance Premier League | 38   | 0    | 4      | 0      | 7          | 0          | 5             | 0             | 54    | 0     |
| Altrincham              | 1981–82           | Alliance Premier League | 34   | 0    | 5      | 0      | 5          | 0          | 11            | 0             | 55    | 0     |
| Altrincham              | Total             | Total                   | 87   | 0    | 9      | 0      | 14         | 0          | 17            | 0             | 127   | 0     |
| Total de Por Vida       | Total de Por Vida | Total de Por Vida       | 317  | 0    | 26     | 0      | 27         | 0          | 17            | 0             | 387   | 0     |

## Logros
Individual
- Jugador del Año del Port Vale: 1974–75[7]

Altrincham
- Alliance Premier League: 1979–80, 1980–81
- Conference League Cup: 1981
- Cheshire Senior Cup: 1982